# Lophuromys (ondergeslacht)
Lophuromys is een ondergeslacht van het geslacht Lophuromys dat voorkomt in West- en Midden-Afrika. Lophuromys sensu stricto valt van het andere ondergeslacht van Lophuromys, Kivumys, te onderscheiden door de kortere voeten en oren, kortere staart en langere klauwen en het kortere, doosvormige uitsteeksel aan de maag. Lophuromys omvat de overgrote meerderheid van de soorten van het geslacht en komt in het hele verspreidingsgebied van het geslacht voor.
Het ondergeslacht omvat de volgende soorten:
- Lophuromys angolensis (Angola en Zuidwest-Congo-Kinshasa)
- Lophuromys ansorgei (Republiek Congo tot Kenia)
- Lophuromys aquilus (Mount Kilimanjaro in Tanzania)
- Lophuromys brevicaudus (Ethiopië)
- Lophuromys brunneus (Ethiopië)
- Lophuromys chercherensis (Ethiopië)
- Lophuromys chrysopus (Ethiopië)
- Lophuromys dieterleni (Mount Oku in Kameroen)
- Lophuromys dudui (Noordoost-Congo-Kinshasa)
- Lophuromys eisentrauti (Mount Lefo in Kameroen)
- Lophuromys flavopunctatus (Ethiopië)
- Lophuromys huttereri (ten zuiden van de Kongo in Congo-Kinshasa)
- Lophuromys kilonzoi (Tanzania)
- Lophuromys laticeps (Rwanda, Burundi en Oost-Congo-Kinshasa)
- Lophuromys machangui (Malawi en Zuidwest-Tanzania)
- Lophuromys makundii (Tanzania)
- Lophuromys margarettae (Kenia)
- Lophuromys melanonyx (Ethiopië)
- Lophuromys menageshae (Ethiopië)
- Lophuromys nudicaudus (Kameroen tot Congo-Brazzaville en -Kinshasa)
- Lophuromys pseudosikapusi (Ethiopië)
- Lophuromys rahmi (Rwanda en Oost-Congo-Kinshasa)
- Lophuromys rita (Congo-Kinshasa)
- Lophuromys roseveari (Mount Cameroon in Kameroen)
- Lophuromys sabunii (Tanzania)
- Lophuromys sikapusi (West-Afrika tot de Centraal-Afrikaanse Republiek en Congo-Brazzaville)
- Lophuromys simensis (Ethiopië)
- Lophuromys stanleyi (Ruwenzorigebergte in Oeganda)
- Lophuromys verhageni (Mount Meru in Tanzania)
- Lophuromys zena (bergen van Kenia)